# Message Integrity Check
Message Integrity Check (MIC) ist ein Verfahren in der Datenkommunikation, das die Vertrauenswürdigkeit der Daten im Funkverkehr prüft. MIC entstand aus den Integrity Check Values (ICV) von 802.11b.
Die Datenpakete werden fortlaufend durchnummeriert. Diese laufende Nummer wird im verschlüsselten Teil mitübertragen. Beim Empfänger wird auf die laufende Nummer geprüft und Pakete, die nicht zu dieser laufenden Nummer passen, werden ohne weitere Bearbeitung verworfen. Dadurch können viele bekannte Hackerangriffe abgewehrt werden.